# Risto Salonen
Risto Salonen (ur. 11 grudnia 1955 w Valkeakoski) – fiński piłkarz występujący na pozycji obrońcy.
W barwach Haki i Tampereen Ilves rozegrał łącznie 152 spotkania i zdobył 10 bramek w pierwszej lidze fińskiej. Wraz z Haką zdobył mistrzostwo Finlandii (1977) oraz dwa Puchary Finlandii (1977, 1982). Z kolei jako zawodnik Vasalunds IF wystąpił 99 meczach drugiej ligi szwedzkiej i strzelił pięć goli.
W reprezentacji Finlandii zadebiutował 30 sierpnia 1978 w przegranym 0:1 towarzyskim meczu z Polską. W latach 1978–1984 w drużynie narodowej rozegrał 10 spotkań.